# エーアンドビー
エーアンドビーは山陰地方を中心に展開していたコンビニエンスストアA&Bを運営する有限会社ならびに同社がかつて運営していたコンビニエンスストアのブランド。

## 概要
1984年からコンビニエンスストアの展開を始める。その後1996年にローソンに買収された。買収後は順次ローソンとフランチャイズ契約を結び、ローソンに転換されたためコンビニエンスストアストアとしてのエーアンドビーは消滅した。CMには「街にコンビニケーション」とあった。
1996年時点で、島根・鳥取に直営16店舗、フランチャイズ29店舗の計45店舗を展開していた。

## 沿革
- 1984年 - A&Bのフランチャイズ展開を開始[2]
- 1995年7月 - 米子市内に第一臨床検査センターのフランチャイジーとしてアインドラッグの1号店を開設した[5]。
- 1996年11月1日 - ローソンがエーアンドビーに資本参加し、事実上傘下に収めた[6]。
- 1996年11月中旬 - ローソンへ看板の付け替えと内装の変更に着手。